# Campeonato Europeu de Ginástica Artística de 1969
O Campeonato Europeu de Ginástica Artística de 1969 teve suas competições femininas realizadas em Landskrona, Suécia, e as masculinas em Warszawa, Polônia.

## Eventos
- Individual geral masculino
- Solo masculino
- Barra fixa
- Barras paralelas
- Cavalo com alças
- Argolas
- Salto sobre a mesa masculino
- Individual geral feminino
- Trave
- Solo feminino
- Barras assimétricas
- Salto sobre a mesa feminino

## Medalhistas
| Evento              | Ouro                                     | Prata                                  | Bronze                                                          |
| Masculino           |                                          |                                        |                                                                 |
| Individual geral    | URS Mikhail Voronin                      | URS Viktor Klimenko                    | POL Mikolaj Kubica                                              |
| Solo                | HUN Raitscho Hristov                     | URS Viktor Lisitskiy                   | POL Silvester Kubica                                            |
| Cavalo com alças    | POL Wilhelm Kubica YUG Miroslav Cerar    | nenhum                                 | URS Mikhail Voronin                                             |
| Argolas             | URS Mikhail Voronin                      | URS Viktor Klimenko POL Mikolaj Kubica | nenhum                                                          |
| Salto sobre a mesa  | URS Viktor Klimenko                      | URS Mikhail Voronin POL Mikolaj Kubica | nenhum                                                          |
| Barras paralelas    | URS Mikhail Voronin                      | YUG Miroslav Cerar URS Viktor Klimenko | nenhum                                                          |
| Barra fixa          | URS Viktor Lisitskiy URS Mikhail Voronin | nenhum                                 | YUG Miroslav Cerar                                              |
| Feminino            |                                          |                                        |                                                                 |
| Individual geral    | GDR Karin Janz (38.650)                  | URS Olga Karasseva (38.100)            | URS Ludmilla Tourischeva (37.900) GDR Erika Zuchold (37,900)    |
| Salto sobre a mesa  | GDR Karin Janz (19,700)                  | GDR Erika Zuchold (19,450)             | URS Olga Karasseva (19,400)                                     |
| Barras assimétricas | GDR Karin Janz (19,650)                  | URS Olga Karasseva (19,450)            | URS Ludmilla Tourischeva (19,400)                               |
| Trave               | GDR Karin Janz (19,050)                  | URS Olga Karasseva (18,950)            | TCH Jindra Kostalova (18,750)                                   |
| Solo                | URS Olga Karasseva (19,450)              | GDR Karin Janz (19,400)                | TCH Jindra Kostalova (19,100) URS Ludmilla Tourischeva (19,100) |

## Quadro de medalhas
| Ordem | País              | Medalha de ouro | Medalha de prata | Medalha de bronze |    |
| ----- | ----------------- | --------------- | ---------------- | ----------------- | -- |
| 1     | União Soviética   | 7               | 8                | 5                 | 20 |
| 2     | Alemanha Oriental | 4               | 2                | 1                 | 7  |
| 3     | Polónia           | 1               | 2                | 2                 | 5  |
| 4     | Iugoslávia        | 1               | 1                | 1                 | 3  |
| 5     | Hungria           | 1               |                  |                   | 1  |
| 6     | Checoslováquia    |                 |                  | 2                 | 2  |
| TOTAL | TOTAL             | 14              | 13               | 11                | 38 |